# Jacob Sartorius
Rolf Jacob Sartorius (Tulsa, Oklahoma, 2 de octubre de 2002) es un cantante y celebridad de Internet estadounidense. Alcanzó la fama a través de las redes sociales gracias a la publicación de vídeos de sincronía de labios en Musical.ly. En 2016, lanzó su primer sencillo «Sweatshirt», que entró en la lista de éxitos Billboard Hot 100 en Estados Unidos y Canadá. Jacob Sartorius fue el noveno artista más buscado de 2016.
El 20 de enero de 2017, Sartorius lanzó su primer EP con The Last Text, que incluía ocho canciones. El EP figuró en las listas de álbumes de Estados Unidos, Canadá, Escocia, Nueva Zelanda, Irlanda y Australia. Su primera gira de conciertos, The Last Text World Tour, tuvo lugar el mismo año y poco después lanzó su segundo EP, Left Me Hangin.

## Vida personal
Desde finales del año 2017, mantuvo una relación amorosa con la actriz británica Millie Bobby Brown hasta julio del año 2018.